# Kalaïs und Zetes
Kalaïs (altgriechisch Κάλαϊς Kálaïs) und sein Zwillingsbruder Zetes (Ζήτης Zḗtēs) sind in der griechischen Mythologie die Söhne des Boreas und dessen Gattin Oreithyia.
Beide hatten purpurfarbene Flügel, die ihnen entweder mit dem ersten Bart gewachsen waren, oder sie waren ein Geschenk ihres Vaters, um sie für die Fahrt mit den Argonauten standesgemäß auszurüsten. Sie vertrieben die Harpyien, die König Phineus drangsalierten. Sie verfolgten die Ungeheuer mit Hilfe ihrer Flügel. Da allerdings niemand Zeuge dieser Verfolgung war, gibt es mehrere Versionen über den Ausgang.
Ein Orakel prophezeite ihnen, dass sie sterben müssten, wenn sie einmal ein Ziel nicht erreichten. Daher ist es möglich, dass sie abgestürzt sind. Oder sie brachen auf Geheiß der Iris ihre Jagd ab. Sie zogen sich dann auf die Insel Telos zurück. Dort wurden sie von Herakles umgebracht. Dies war die Rache dafür, dass sie die Argonauten zur Weiterreise gedrängt hatten, als sich Herakles gerade auf der Suche nach Hylas von der Argo entfernt hatte. Anschließend bestattete sie Herakles auf der Insel und errichtete eine Säule zum Andenken an sie über ihrem Grab. Wenn ihr Vater Boreas um sie klagte, wankte diese Säule im Nordwind.